# Enispa atriceps
Enispa atriceps är en fjärilsart som beskrevs av George Francis Hampson 1910. Enispa atriceps ingår i släktet Enispa och familjen nattflyn. Inga underarter finns listade i Catalogue of Life.